# Gyrinus maculiventris
Gyrinus maculiventris är en skalbaggsart som beskrevs av Leconte 1868. Gyrinus maculiventris ingår i släktet Gyrinus och familjen virvelbaggar. Inga underarter finns listade i Catalogue of Life.